# Amphioplus stenaspis
Amphioplus stenaspis är en ormstjärneart som beskrevs av Hubert Lyman Clark 1938. Amphioplus stenaspis ingår i släktet Amphioplus och familjen trådormstjärnor. Inga underarter finns listade i Catalogue of Life.